# 宁波植物园
宁波植物园位于浙江省宁波市镇海区，毗邻宁波大学植物园校区，占地322公顷。 2011年9月26日宁波植物园开工，于2016年9月28日完成第一期工程并对外开放120公顷的区域。全园分为3个功能区和17个特设植物园，引进植物630余种，园艺品种约2000余种，乔木25000余株。